# Klein Kapermoor
Klein Kapermoor ist ein Wohnplatz im Ortsteil Gollensdorf der Gemeinde Zehrental im Landkreis Stendal in Sachsen-Anhalt.

## Geografie
Der Wohnplatz Klein Kapermoor liegt zwei Kilometer südwestlich von Gollensdorf 1½ Kilometer von Landesgrenze zu Niedersachsen entfernt. Zwei Kilometer nordwestlich liegt das namensgebende Kapermoor. Im Südosten liegt das Naturschutzgebiet Harper Moor mit dem Fauna-Flora-Habitat-Gebiet Der Most bei Harpe.
Südöstlich des Ortes verläuft der Fernradweg Altmarkrundkurs.

## Geschichte

### 18. bis 20. Jahrhundert
1745 wurden zwei Schäfereien genannt. Eine davon war die Krüdensche Capermohr im Besitz der von Jagow zu Krüden, die andere das spätere Groß Kapermoor. Beide Schäfereien waren verpachtet. 1789 wird eine einzeln gelegene Schäferei genannt. Erst 1775 erscheint der Name Klein Capermohr. 1804 wird das Vorwerk Klein Kapermoor nebst Schäferei und Försterwohnung aufgeführt. 1842 heißt es, dass Klein Kapermoor den Jagow zu Krüden, Adolf von Jagow, gehört. Später entstand ein eigenständiger Gutsbezirk.

### Wüstung Capern und Lilei
1868 schrieb Johann Friedrich Danneil, dass die von Jagowschen Vorwerke Groß- und Klein Capermoor den Gutsakten aus Krüden zufolge früher eigenständige Dörfer gewesen seien. Klein Kapermoor stand südlich der Schäferei, heute als Dorfstelle bezeichnet. Östlich von liegt der Lilei, der aus Weiden und Wiesen besteht und in den Akten als Leilitz  aufgeführt ist. Danneil vermutet, dass damit der wendische Name eines Teils der Feldflur gemeint ist.
Wilhelm Zahn bezweifelt, dass es die beiden Dörfer gab. Er beschrieb im Jahre 1909 die Wüstung Capern. Sie liegt 1,4 Kilometer südlich von Klein Kapermoor und ist eine alte Dorfstelle am Nordrand des Bruches Der Most bei Harpe. Zahn vermutet, dass dort das Dorf Capern lag, das 1360 als Caperen in einer Urkunde genannt wurde. 1,2 Kilometer östlich von Klein Kapermoor liegt das Lilei am Weißen Moor. Südlich des Lilei liegen die Moorwiesen Lileiweide am Lileigraben.

### Eingemeindungen
Am 30. September 1928 wurde der Gutsbezirk Klein Kapermoor aus dem Landkreis Osterburg mit der Landgemeinde Gollensdorf vereinigt.

### Einwohnerentwicklung
| Jahr | Einwohner |
| ---- | --------- |
| 1774 | 08        |
| 1789 | 08        |
| 1798 | 08        |
| 1801 | 10        |

| Jahr | Einwohner |
| ---- | --------- |
| 1818 | 10        |
| 1840 | 12        |
| 1864 | 18        |
| 1871 | 17        |

| Jahr | Einwohner |
| ---- | --------- |
| 1885 | 16        |
| 1905 | 12        |

Quelle:

## Religion
Die evangelischen Christen aus Klein Kapermoor gehören zur Kirchengemeinde Bömenzien, die früher zur Pfarrei Bömenzien bei Groß Wanzer in der Altmark gehörte. Sie werden heute betreut vom Pfarrbereich Beuster im Kirchenkreis Stendal im Propstsprengel Stendal-Magdeburg der Evangelischen Kirche in Mitteldeutschland.